# 勒内·伦施
勒内·伦施（德語：René Rensch，1969年3月18日—），德国前男子赛艇运动员。他曾代表东德参加1988年夏季奥林匹克运动会赛艇比赛，获得男子双人单桨有舵手银牌。